# Алис Хофман
Алис Хофман (енгл. Alice Hoffman, рођена 16. марта, 1952) је амерички романописац за децу и младе, најпознатија по свом роману из 1995. године Practical Magic (Практична магија), који је прилагођен за филм истог имена из 1998. године. Многа њена дела спадају у жанр магичног реализма и садрже елементе магије, ироније и нестандардних романси и веза.

## Младост и образовање
Алис Хофман рођена је у Њујорку, а одрасла на Лонг Ајленду у Њујорку . Њена бака је била руско-јеврејска имигранткиња.   Завршила је средњу школу Valley Stream North  1969. године, а затим Универзитет Adelphi са дипломом уметности. Била је сарадник Mirrielees у Центру за креативно писање Универзитета Станфорд 1973. и 1974, где је стекла звање магистра уметности креативног писања. 

## Каријера
Када је Алис Хофман имала двадесет једну годину и студирала на Станфорду, њена прва приповетка At The Drive-In објављена је у 3. свесци књижевног часописа Fiction.  Уредник Тед Солотароф контактирао ју је и питао да ли има роман. У том тренутку је започела писање свог првог романа, Property Of. Објавили су га 1977, Farrar Straus и Giroux, сада одељење издавача Macmillanа. Одељак Property Of објављен је у Солотарофовом књижевном часопису, American Review
Хофманов први посао био је у у издавачкој кући Doubleday, који је касније објавио два њена романа.
Добила је значајну награду из Њу Џерсиа за Ice Queen (Ледена краљица).  Добила је награду Hammett за Turtle Moon.  Написала је сценарио за филм Дан независности из 1983. године, у којем су глумиле Кетлин Квинлан и Дајана Вист.
У септембру 2019. Хофман је објавила The World That We Knew (Свет који смо знали) на основу истините приче коју јој је испричала обожаватељка приликом потписивања књиге. Жена се Хофмановој поверила да су током Другог светског рата њени јеврејски родитељи живели са нејеврејским људима како би побегли од нациста. Била су позната као „скривена деца“ и Хофман је годинама размишљала о овој жени и њеном необичном васпитању пре него што је одлучила да отпутује у Европу и сазна више. 
Трећи роман у њеној серији „Практична магија“, Magic Lessons (Чаробне лекције), објављен је у октобру 2020. године. Овај претходник одвија се у 17. веку и истражује живот Марије Овенс, породичног матријарха.  
За Scholastic Press, Хофман је такође написала романе за младе за одрасле Indigo, Green Angel, и његов наставак, Green Witch. Са сином Волфеом Мартином написала је сликовницу Moondog. 
Хофман је 2015. године поклонила своју архивску грађу својој школи, Универзитету Adelphi. 

## Лични живот
Алис Хофман живи у Бостону. Након лечења од рака дојке у болници Mount Auburn на Кембриџ (Масачусетс), помогла је у успостављању болничког центра за груди "Хофман".  
Алис Хофман је Јеврејка. 

### Новеле
- Property Of (Власништво) (1977)
- The Drowning Season (Сезона утапања) (1979)
- Angel Landing (1980)
- White Horses  (Бели коњи) (1982)
- Fortune's Daughter  (Кћи Фортуне) (1985)
- llumination Night  (Ноћ осветљења) (1987)
- At Risk У ризику (1988)
- Seventh Heaven  (Седмо небо) (1990)
- Turtle Moon (1992)
- Second Nature  (Друга природа) (1994)
- Practical Magic  (Практична магија) (1995)
- Here on Earth(1997)
- Local Girls (Локалне девојке) (1999)
- The River King (Тајна реке) (2000)
- Blue Diary (Плави дневник) (2001)
- The Probable Future (Вероватна будућност) (2003)
- Blackbird House (Кућа црних птица) (2004)
- The Ice Queen (Ледена краљица) (2005)
- Skylight Confessions(2007)
- The Third Angel (Трећи анђео) (2008)
- The Story Sisters  (2009)
- The Red Garden (Црвени врт) (2011)
- The Dovekeepers (2011)
- The Museum of Extraordinary Things (Музеј несвакидашњих бића) (2014)
- The Marriage of Opposites (Брак супротности) (2015)
- Faithful (Верни) (2016)
- The Rules of Magic (Правила магије) (2017) - предуслов за Practical Magic (Практичну магију)
- The World That We Knew (Свет који смо знали) (2019)
- Magic Lessons Магичне лекције (2020) - предуслов за Practical Magic (Практичну магију)
- The Book of Magic Књига магије (биће објављена октобра 2021) - наставак Practical Magic (Практичне магије)

### Романи за младе
- Aquamarine (Аквамарина) (2001)
- Indigo (Индиго) (2002)
- Green Angel (Зелени анђео) (2003)
- Water Tales: Aquamarine & Indigo (Водене приче: Акуамарин & Индиго) (омнибус издање) (2003)
- The Foretelling (Предсказивање) (2005)
- Incantation (2006)
- Green Witch (Зелена вештица) (2010)
- Green Heart (Зелено срце) (2012)

### Књиге за тинејџере
- Nightbird (Ноћна птица) (2015)

### Књиге за децу
- Fireflies: A Winter's Tale (Кријеснице: Зимска прича) (илустровао Wayne McLoughlin) (1999)
- Horsefly (Коњска муха) (слике Steve Johnson и Lou Fancher) (2000)
- Moondog (са Волфеом Мартином; илустровао Yumi Heo) (2004)

### Кратке приче
- Conjure (2014)

### Публицистика
- Survival Lessons (Лекције за преживљавање) (2013)

## Филмографија
- Independence Day (Дан независности) (1983) (писац)
- Practical Magic (Практична магија) (1998) (роман)
- Sudbury (2004) (роман)
- The River King (Тајна реке) (2005) (роман)
- Aquamarine (Аквамарина) (2006) (роман)
- The Dovekeepers (2014) (роман)